# 이시카와 카이토
이시카와 카이토(일본어: 石川界人, 1993년 10월 13일 ~ )는 일본의 남자 성우이다.

## 작품

### TV 애니메이션
- Number24 - 혼고 카즈타카
- 데빌 메이 크라이 4 스페셜에디션 - 네로
- 유희왕 ARC-V - 신지 웨버
- 하이큐 - 카게야마 토비오
- 원펀맨 - 제노스
- 잔향의 테러 - 나인
- 쿠로코의 농구 - 후쿠이 켄스케
- 종말의 세라프 - 키미즈키 시호
- 경계의 린네 - 로쿠도 린네
- 다이아몬드 A - 요우 슌신
- 프린스 오브 스트라이드 얼터너티브 - 도죠노 시키
- 쌍성의 음양사 - 이카루가 시몬
- 마크로스 델타 - 로이드 브레임
- 나의 히어로 아카데미아 - 이이다 텐야
- 포켓몬스터 썬&문 - 가키
- 청춘 돼지 시리즈, 청춘돼지는 바니걸 선배의 꿈을 꾸지 않는다.

- 아즈사가와 사쿠타
- 너의 이름은. - 타가키 신타
- 잔잔한 내일로부터 - 키하라 츠무구
- Re:제로부터 시작하는 이세계 생활 - 청년 빌헬름
- 앙상블 스타즈! - 아오바 츠무기

### 극장판 애니메이션
- 극장판 하이큐!! 쓰레기장의 결전 - 카게야마 토비오
- 나의 히어로 아카데미아 더 무비: 두 명의 히어로 - 이이다 텐야
- 나의 히어로 아카데미아 더 무비: 유어 넥스트 - 이이다 텐야
- 청춘 돼지는 꿈꾸는 소녀의 꿈을 꾸지 않는다 - 아즈사가와 사쿠타
- 청춘 돼지는 책가방 소녀의 꿈을 꾸지 않는다 - 아즈사가와 사쿠타

### 게임
- 에스카와 로지의 아틀리에 - 로직스 픽서리오
- 샤리의 아틀리에 - 로직스 픽서리오
- 소피의 아틀리에 - 로직스 픽서리오
- 피리스의 아틀리에 - 로직스 픽서리오
- 앙상블 스타즈! - 아오바 츠무기
- 파라노말 키스 - 신도 세카이